# Amite City
Amite City város az USA Louisiana államában. Lakosainak száma 4005 fő (2020. április 1.).

## Népesség
A település népességének változása:
| Lakosok száma | 4141 | 4436 | 4005 |
|               | 2010 | 2019 | 2020 |